# 大浦イッセイ
大浦 イッセイ（おおうら イッセイ、ISSEI OURA、1961年2月17日 - ）は、インダストリアルデザイナー、プロダクトデザイナー、デザインプロデューサー。

## 人物
大阪府出身。26歳（1987年）のときに金属彫刻、表現家として独立、金属モニュメント、金属オブジェ作品から、プロダクトデザイン、空間デザイン、UXデザイン、ブランドプロデュースなどを手がける。2002年からはインダストリアルデザインに関わり、グッドデザイン賞などを多数受賞。また、デザインに伴った、特許権、意匠権、商標権を多数個人取得している。2007年にはオリジナルアイウェアブランド（GreenJacket）を立ち上げ、2014年にはヘッドマウントディスプレイ（inforod）をデビューさせる。また、2014年からは臨床現場のニーズを基にした健康・医療関連のデザインを手がけ、メディカルアイウェアブランド（Parashield）と（RXEYEWEAR）を立ち上げ、事業化している。2016年からは、医療機器開発支援、医工連携プロデュース、医工連携支援人材育成、オープンイノベーションなど、健康・医療に関わり、2018年には特別非営利活動法人まもるをまもるを立ち上げ、社会的な活動に尽力している。

## 主な活動と成果
- JIDA関西スタンダード委員会委員長（2010-2014）[1]
- JIDA全国会議パネリスト（2010）[2]
- 大阪デザイン団体連合 大阪デザインサロン主宰（2013-2014）[3]
- デザインサポートプロジェクト審査員[4]
- 大阪産業技術研究所医療健康機器開発研究会顧問（2015-2018）[5]
- 第11回九州臨床工学会　第23回熊本県臨床工学会講演[6]
- 第26回日本臨床工学会講演[7]
- 第27回日本臨床工学会講演[8]
- Medtec Japan 2017講演
- Medtec Japan 2018講演[9]
- 東大阪市医工連携事業キックオフセミナー講演[10]
- 群馬県医療機器開発事業化実践塾講師[11]
- 青森県 第1回コメディカル視点の医工連携フォーラム講師[12]
- 地方独立行政法人 青森産業技術センター　第1回 医療デザイン講習会講師[13]
- メディカルクリエーションふくしま2018　医産連携ワークショップ講師[14]
- 大阪大学 産学連携・クロスイノベーションイニシアティブ（保健学科との共創活動）ファシリテーション＆グラフィックレコーディング
- 大阪大学 Medical Device Design Course 2018 講師[15][16]
- 京都大学 第8回新医療機器懇話会 講師[17]
- 第1回京都医工連携カンファレンス定例会講演[18]
- うめきた2期未来シンポジウム第2部コーディネートおよび司会[19]
- AMED医療機器開発支援人材育成セミナー講師[20]
- 北大阪商工会議所 枚方市医療・産業連携事業講演[21]
- 第93回日本医療機器学会大会講演[22]
- 国立研究開発法人新エネルギー・産業技術総合開発機構（NEDO）採択審査委員会委員[23]
- 創造社デザイン専門学校講師（2014〜）[24]
- 京都ビジネスデザインスクールアドバイザー（2016〜）
- ハビタブルゾーンを生命の巣箱に比喩したAxis of Earth[25]
- プライベートブランド GreenJacketSports を立ち上げる[26]
- ヘッドマウントディスプレイ「inforod」のデザイン（特許5555366）（意匠登録1519987）（商標登録5679629）[27][28][29]
- 感染対策用アイガード「パラシールド」のデザイン（特許5970145）（意匠登録1567713）[30]
- スターバックスに設置されたソーラーチェアのデザイン（意匠登録1585259）[31][32]
- 有斐斎 弘道館「京菓子展」展示プロデュースおよび什器デザイン[33][34]
- メディカルアイウェア「RXEYEWEAR」ブランド構築（特許6171078）[35][36]
- 第5回 ひろしま医工連携サロン講師[37]
- サンスターの次世代型光触媒脱臭除菌デバイス「QAIS」のデザイン[38][39]
- 三井化学のウェアラブルEXPO出展の総合プロデュースおよび特別講演演出監修[40][41][42]

## 主な受賞歴
- グッドデザイン賞（2004年、2005年、2006年、2007年、2012年、2015年）[43][44][45][46][47][48]
- JIDAデザインミュージアムセレクション（2006年）[49]
- アイウェア・オブ・ザ・イヤー（2009年）[50]
- 近畿デザイン撰（2011年）[51]
- 大阪府商工関係者表彰（2016年）[52]
- MEDTECイノベーション大賞優秀賞（2016年）[53]

## 主な著書
- ソヴァージュ・モンスター 原作（2018年）[54]